# Una casa al·lucinant
Una casa al·lucinant (títol original: House) és una pel·lícula de terror estatunidenca dirigida  per Steve Miner, estrenada l'any 1986. Ha estat doblada al català

## Argument
Roger Cobb, veterà del Vietnam convertit en escriptor, ret un dia visita a la seva tia amb el seu fils Jimmy. Aquest últim desapareix sobtadament i sense explicació. Els esforços del seu pare per trobar-lo fan perdre el seu matrimoni i el seu treball. Més tard, la seva tia es suïcida, deixant la casa buida. Roger decideix instal·lar-hi. Aleshores, els fantasmes de la casa comencen a ocupar-se d'ell, utilitzant la seva culpabilitat i els seus propis terrors contra ell. Finalment, Roger es veu obligat a penetrar en el més enllà ell mateix, amb la finalitat d'enfrontar-se als espectres del seu passat (sobretot el del seu antic company d'armes, Big Ben, capturat i torturat a mort pels Việt Cộng, perquè no havia pogut protegir-lo) i esperar salvar el seu fill.

## Repartiment
- William Katt: Roger Cobb
- George Wendt: Harold Gorton
- Richard Moll : Big Ben
- Kay Lenz : Sandy Sinclair
- Mary Stävin : Tanya
- Michael Ensign : Chet Parker
- Erik Silver : Jimmy
- Mark Silver : Jimmy
- Susan French : tia Elizabeth
- Alan Autry : un policia
- Steven Williams : un policia
- James Calvert : el botiguer
- Mindy Sterling : la dona de la llibreria
- Billy Beck : el sacerdot
- Dwier Brown : el tinent
- Stephen Nichols : Scott

## Al voltant de la pel·lícula
- El rodatge s'ha desenvolupat als estudis Ren-Mar, a Los Angeles.
- Aquest gènere, barrejant els fenòmens estranys i l'humor negre, va instal·lar un estil nou en el domini del cinema de por: la comèdia de terror.

## Premis
- Premi de la crítica en el Festival internacional de cinema fantàstic d'Avoriaz 1986.
- Nominació al premi del millor segon paper masculí per Richard Moll i millor segon paper femení per Kay Lenz, per l'Acadèmia de cinema de ciència-ficció, fantàstic i terror l'any 1987.
- Nominació al premi a la millor pel·lícula, en el festival Fantasporto l'any 1989.
- Licorne d'or al Festival internacional de París de Cinema fantàstic i de ciència-ficció.